# Louis Alexandre d'Albignac
Louis Alexandre, baron d'Albignac d'Arre, né le 22 mars 1739 à Arrigas, mort le 17 janvier 1825 à Le Vigan, est un général français de la Révolution et du Premier Empire.

## Carrière militaire d’Ancien Régime
Fils de Louis d'Albignac et Isabeau Quatrefages, il entre à seize ans au service avec le grade de sous-lieutenant dans le régiment de Hainaut infanterie que commande alors le chevalier de Vanderbourg ; l'année suivante, il se trouve au siège du fort Saint-Philippe, dans l'île de Minorque.
Après la guerre de Sept Ans, le régiment de Hainaut ayant été licencié, il rejoint en Amérique le régiment de Boulonnais, dans lequel il est nommé sous-lieutenant le 1er juillet 1763. Mais la cour lui ayant rendu son rang de premier-lieutenant, il s'établit entre lui et plusieurs officiers du même grade qui veulent l'éloigner de ce corps une lutte qui dure six ans, et ne finit que lorsqu'ayant conquis l'estime de tous ses camarades, il obtient la première compagnie, vacante pour les lieutenants, le 1er mai 1769. Il est ensuite envoyé en Corse ; il prend part à la conquête et y reste jusqu'au 30 décembre 1772, comme commandant de la Piève d'Istria.

### Campagnes en Inde
Nommé alors lieutenant-colonel du régiment de Pondichéry en Inde, il forme et commande ce régiment en l'absence des colonels jusqu'en 1778. C'est dans le cours de cette année que l'armée britannique, forte de plusieurs milliers d'hommes, commandée par le général Munro vient attaquer. Avec sept cents hommes seulement, la ville de Pondichéry fait une longue défense et obtient une capitulation honorable. La conduite d’Albignac en cette circonstance lui vaut le titre de colonel du régiment et de brigadier d'infanterie dans les colonies le 22 août 1780, et l'année suivante une pension de 2 400 francs sur le Trésor royal.
Il continue de servir en Inde comme major-général de l'armée et comme brigadier. Le 15 juin 1783, il se trouve avec les restes de l'armée française au sud de Gondelour, seule place que la France possède encore en Inde, lorsqu'il est attaqué par l'armée britannique du général Stuart, numériquement supérieure, 17 700 hommes contre à peine 9 500. En dépit de la défection d'une partie de ses troupes indigènes dès le commencement de l'engagement, il réussit, par l'action habile des huit pièces d'artillerie du régiment d’Austrasie et des deux pièces de 18 du poste du lieutenant-colonel Bint, que le général d'Albignac dirige lui-même, et en chargeant plusieurs colonnes britanniques, à forcer les Britanniques à la retraite. Le Bailli de Suffren le félicite de l'exploit par une lettre flatteuse, et le roi le nomme brigadier au département de la Guerre le 1er décembre 1783, avec une pension de 4 000 francs sur le Trésor royal, et une autre de 1 000 francs sur les Invalides de la Marine, en considération de « ses services distingués et du désintéressement qu'il avait montré pendant toute la guerre ».

### Retour en France
Rentré en France à la paix, Louis Alexandre d'Albignac est promu maréchal de camp des armées royales, le 9 mars 1788.

## Révolution française
Louis Alexandre d'Albignac devait s'illustrer dans la défense de la Révolution répondant « au premier coup de cloche de la Révolution... dans la seule idée que les anciens abus seraient corrigés ». Son ami (et cousin au 6e degré, puisque tous deux descendaient de Jehan I Quatrefages et Jehanne de Surville), Henry Quatrefages de Laroquète, ayant préféré renoncer à ses fonctions de maire du Vigan, qu'il juge impossibles à assumer en raison de sa présence nécessaire à l'Assemblée nationale pour élaborer la Constitution, Louis Alexandre est installé maire du Vigan le 11 mars 1790.

### Général de la Révolution française
Il est remplacé le 17 novembre 1790, par Étienne Combet ayant été appelé en qualité de maréchal de camp à la tête de la 9e division de l'armée de l’Intérieur, le 18 novembre suivant. Dans ce commandement qui groupait notamment les départements du Gard, de l'Ardèche et de la Lozère, il réussit à maintenir l'ordre pendant une période troublée, et son attitude est approuvée par l'Assemblée nationale constituante dans sa séance du 23 février 1791. Ce vieux combattant des guerres de l'Inde, écrivit le lieutenant-colonel Carnot, inspirait à tous le respect.
Dès le début de la Révolution, son attitude pleine de loyalisme avait empêché les collisions sanglantes dans le Gard. Rappelé au service, et affecté à l'Armée des Alpes, il conduit une armée de 8 000 hommes contre l’insurrection royaliste du Gévaudan (épisode des deuxième et troisième camp de Jalès), le troisième camp conduit par le comte François-Louis de Saillans (1742-1792), dont il bat les derniers partisans à Joyeuse le 11 juillet 1792 (en fait il n'y a que quelques escarmouches). Il parvient à dissoudre ce foyer d'agitation royaliste et à s'emparer des principaux chefs insurgés, sans perdre un seul homme, ce qui lui vaut des lettres élogieuses des administrations locales.
À la fin de septembre 1791, il est avec Lescène-des-Maisons et Champion, l'un des trois commissaires désignés par le roi pour l'exécution du décret qui réunissait le Comtat Venaissin à la France. Le 22 mai 1792, le roi le nomme lieutenant-général. Employé d'abord en Auvergne, il a à réprimer quelques tentatives de désordres, puis il est appelé à l’armée des Alpes, qu'il commande un instant, pendant l'absence de Kellermann. Passé ensuite à l’armée du Rhin le 8 avril 1793, il n'y reste que jusqu'au 1er juin suivant. Soupçonné de vouloir émigrer en septembre 1792, il fait un discours à la société des amis de la Constitution qui suscite les plus vifs applaudissements : il s'est déclaré prêt à abandonner « l'habit de général et prendre celui de la garde nationale » et aller à l'armée du Nord combattre en qualité de simple volontaire «  au cas où on douterait de ses sentiments ».
Il est malade peu après son passage à l’armée du Rhin ; suspecté de fédéralisme, il doit demander par l'intermédiaire de son ami Quatrefages de la Roquète un congé provisoire, ce qui ne l'empêche pas d'être incarcéré puis simplement gardé à domicile. Le 10 janvier 1794, huit mois après avoir quitté Nîmes, il se fixe au Vigan, toujours malade, alors qu'il figure en 1791 et 1792 sur le rôle des contributions mobilières de la ville de Nîmes.
Suspendu depuis juin 1793, à la suite d'un conflit avec le ministre sur des questions de discipline, il n'exerce plus aucun commandement jusqu'au 9 thermidor an VII (27 juillet 1799), époque à laquelle il est placé à la tête de la 10e division militaire. Il quitte définitivement le service le 7 floréal an IX (27 avril 1801), et se retire au Vigan.

## Empire et Restauration
Au printemps de 1808, il est choisi pour commander en chef la garde d'honneur de cavalerie et d'infanterie du Gard. Chevalier de Saint-Louis depuis 1774, il est élevé au grade de commandeur du même ordre au retour des Bourbons le 27 décembre 1814. Il a reçu la croix de la Légion d'honneur le 29 mars 1805. Il est également membre de la Société des Cincinnati. Il est mort au Vigan à l'âge de 86 ans, le 12 avril 1825, à 16 h, dans sa maison de la rue du Marché. 

## Famille
Il a épousé en premières noces Anne Louise Boisserole, de qui il a divorcé le 24 ventôse an II (14 mars 1794, Le Vigan, acte 18) après une séparation mutuelle de plus de 8 ans ; il se remarie avec une de ses cousines, Magdelaine Philippine d'Albignac d'Arre. Sa seconde épouse lui survécut six ans ; elle meurt le 25 mars 1831 au Vigan, rue des Barris, à l'âge de 73 ans.

## Distinctions
- Commandeur de l'Ordre royal et militaire de Saint-Louis